# Epania discisa
Epania discisa là một loài bọ cánh cứng trong họ Cerambycidae.